# Авионска несрећа код Јеревана 1988.
Авионска несрећа код Јеревана 1988. је несрећа Антонов Ан-12, Југословенског ратног ваздухопловства, који је био на хуманитарној мисији доставе лекова и медицинске опреме настрадалим у земљотресу у Јерменији 1988. године.

## Земљотрес у Јерменији 1988. године.
Седмог децембра 1988. године, Јерменију је погодио разоран земљотрес. Два града на северу републике, Спитак и Лењинкан (данашњи Гјумри, срушени су до темеља.  Према званичним подацима, погинуло је око 25 хиљада људи, око 140 хиљада становника остали су инвалиди, а око пола милиона становника остало је без крова над главом. Тадашњи председник Совјетског Савеза, Михаил Горбачов, упутио је позив свим земљама света за помоћ после овакве катастрофе. На овај позив одазвало се у 111 земаља.
Тадашњи Југословенски државни врх, одлучио је међу првима да пошаље хуманитарну помоћ, а наређење је добила Југословенска народна армија. Планиран је транспорт  хуманитарне помоћи са расположивим транспортним авионима Ан-12 са Скопског аеродромом , као нашег  најјужнијег  војног аеродрома.
Чим су се стекли услови у Јерменији, отворен је за летење међународни аеродром у главном граду Јеревану, који је врло брзо постао најактивнији аеродром у региону, јер је почела да пристиже помоћ из свих крајева света. Први авион са хуманитарном помоћи из СФРЈ, авиокомпаније „Авиогенекс“, слетео је 10. децембра у Јереван. Тим летом успостављен је хуманитарни ваздушни мост Скопље-Јереван.
Задатак превожења хуманитарне помоћи, поверен је седмочланој посади из састава 675. мтра ескадриле на челу са потпуковником Предрагом Маринковићем, који је био искусан пилот са скоро 6.500 сати налета иза себе, бивши наставник летења у Ваздухопловној војној академији, као и пилот који је у транспортној јединици Југословенског ратног ваздухопловства превозио високе функционере тадашњег државног врха Југославије.

## Лет и катастрофа
У касним вечерњим временима 11. децембра, Контрола летења Скопског аеродрома, одобрила је полетање и лет на маршрути Скопски Петровец-Ларнака-Јереван. Током читавог лета, посаду је пратило лоше време ( СМУ  - сложени метео услови).
Приликом завршетка лета, на прилазу  међународном аеродрому у Јеревану, дошло је до катастрофе. На обали реке Каcах у Јерменији, неколико километара од Ечмијадзине, 33 минута после поноћи 12. децембра, авион Југословенског ратног ваздухопловства са седам чланова посаде, доживео је удес. Шта је узрок ове трагичне несреће, до данас је остало неразјашњено. Оно што је сигурно јесте да је то била,  у Југословенском ратном ваздухопловству, прва већа катастрофа транспортног авиона од средине 50-тих година и прва катастрофа војног ваздухоплова у иностранству. На летачком задатку 12. децембра 1988. године, погинуло је свих 7 чланова посаде: потпуковник-пилот Предраг Маринковић, потпуковник-навигатор Милан Мићић, мајор-пилоти Владимир Ерчић и Миленко Симић, заставници 1. класе механичари-летачи Милисав Петровић и Бориша Мосуровић , као и заставник радио-телеграфиста Јован Зисов.

## Испраћај и сахрана
Посмртни остаци седмочлане посаде са московског аеродрома „Шереметјево” испраћени су уз највише војне почасти. Тако их је дочекао и Београд, 15. децембра у 14 часова на Батајничком аеродрому. Уз присуство великог броја грађана, стотина колега ваздухопловаца, пријатеља, чланова породица, те дипломатског представника СССР-а, војних и државних званичника страдали су, уз највише војне почасти, сахрањени на Бежанијском гробљу.
Указом Президијума Врховног Совјета СССР, 27. јануара 1989. године, седмочлана посада авиона Ан-12 регистарског броја 73312 YU-AID, посмртно је одликована орденом „Пријатељство народа“ за испољену храброст и самопожртвовање приликом извршавања мисије пружања помоћи у отклањању последица земљотреса у Јерменији. Указ је потписао тадашњи председник Президијума Врховног Совјета СССР-а Михаил Горбачов.

## Споменици и обележавање дана страдања
На седмогодишњицу од ваздухопловне трагедије, на месту удеса на обали реке Kасах, подигнут је споменик „Сломљено крило“ као део Спомен-комплекса посвећеног страдалој посади и пријатељству два народа. Споменик је висок 12 метара, а само крило, као део споменика, дугачко је седам метара као симбол изгубљених седам живота. У основи споменика су мермерне плоче са именима наших ваздухопловаца, исписана на српском и јерменском језику. Са обе стране спомен-крила постављени су „Хач-кари“, камени споменици (Јерменски назив за крст у камену). На левом су исклесани ликови две мајке (српске и јерменске) које тугују за изгубљеним синовима.
Kао знак нераскидиве везе јерменског народа са српским народом, почетком деведесетих година, из Јерменије су послата два „Хач-кара“. Један спомен „Хач-кар“ постављен је 1993. године у Земунском парку, поред улаза у цркву Светог Архангела Гаврила док је други постављен 1995. године у центру Новог Сада на месту где се некад налазила Јерменска црква.
У петак 7. децембра 2018. у Јеревану обележено је 30 година од погибије седам припадника ЈНА током хуманитарне мисије у Јерменији. Венце су положили представници Министарства одбране и Војске Србије на челу са командантом 204. ваздухопловне бригаде РВ и ПВО и делегација Министарства одбране Републике Јерменије, чланови породица погинулих пилота, као и велики број окупљених грађана Јерменије.